# Довгорук Вадим Юрійович
Вадим Юрійович Довгорук — український військовик, сержант, боєць 3-го полку спеціального призначення (Кропивницький). Учасник боїв під Дебальцевим, втратив руку і ступні обох ніг.

## Життєпис
Закінчив будівельне училище. У 2010 році, у віці 18 років, пішов служити за контрактом до армії. Брав участь у війні на сході України.
16 лютого 2015 року, під час забезпечення виходу української колони з-під Дебальцева, бронетранспортер було підбито. Вадиму відірвало руку. Разом з капітаном Юрієм Бутусовим вибралися з бронетранспортеру, проте Юрій помер від поранень. Вадим відійшов на 300 метрів від бронетранспортера і три доби пролежав на морозі. Згодом його помітили проросійські сили, взяли в полон і доправили до госпіталю. Вадиму ампутували обидві ступні.
У 2015 році вступив до Центральноукраїнського державного педагогічного університету імені Володимира Винниченка на психолога.
У 2017 році Вадим Довгорук одружився з Ольгою Сорокою.
Вадим Довгорук співзасновник та учасник Всеукраїнських змагань з кросфіту серед ветеранів АТО «Сила нації».
У 2015 році лідер гурту «Океан Ельзи» Святослав Вакарчук присвятив свою пісню «Мить» Вадиму Довгоруку.

## Нагороди
За особисту мужність і високий професіоналізм, виявлені у захисті державного суверенітету та територіальної цілісності України, вірність військовій присязі під час російсько-української війни
- Орден «За мужність» III ступеня[8][9].
- Орден «Народний Герой України».
- «За незламність духу» — Медаль ВОГ «Країна», 24 грудня 2016 року[10].